# Trolls World – Voll vertrollt!
Trolls World – Voll vertrollt! (engl. Titel: Under ConTroll – Possessed by a Monster) ist eine Fantasy-Komödie aus dem Jahr 2020 von Eric Hordes. Der Film wurde an 28 Drehtagen im Sommer 2015 in Baden-Baden in Englisch und Deutsch gedreht und entstand in Anlehnung an den 1990 erschienenen Horrorfilm Troll 2.
In den Hauptrollen sind Eva Habermann, Helmut Krauss, Katy Karrenbauer, Désirée Nick, George Hardy und Jiří Lábus zu sehen. Lutz van der Horst gab im Film sein Debüt als Schauspieler.

## Handlung
Nach der mystischen Legende wurde im 15. Jahrhundert ein böser Troll in eine Steinstatue verwandelt. Durch ein Missgeschick wird die Statue bei Bauarbeiten entdeckt, wodurch der Troll nach 700 Jahren wieder erwacht.
Um nicht als Troll entdeckt zu werden, nimmt er Besitz vom Körper der schrägen Blondine Vanessa Mayer und verwandelt deren Cousine Helga in seine willenlose Sklavin. Er plant, ein Portal zur Welt der Trolle zu öffnen, um seine dämonischen Gefährten aus einer anderen Dimension zu befreien. Hierfür benötigt er das Blut von Charlie, dem Freund von Vanessas Tochter. Zudem fehlt ihm noch das große Buch der Zaubersprüche, welches er durch die Hilfe des unheilvollen Seekönigs wiederfinden möchte.
Der kauzige Wissenschaftler Dr. Fischer, die neugierige Nachbarin Béatrice und Vanessas Tochter Natalja schöpfen Verdacht und wollen Vanessa von ihrem Dämon befreien und den Troll daran hindern, seinen Plan auszuführen.

## Produktion

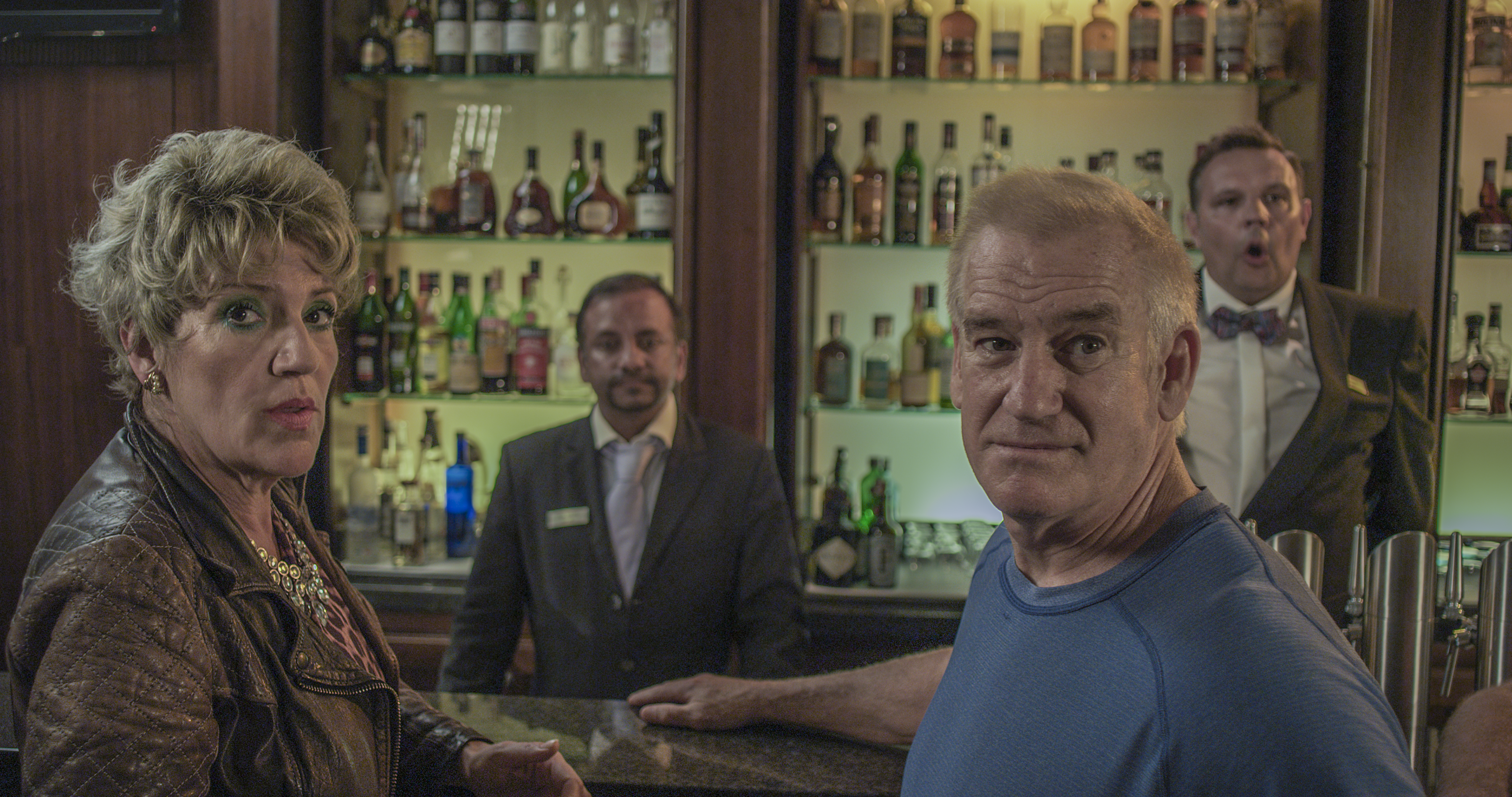
George Hardy und Katy Karrenbauer während der Dreharbeiten

Trolls World wurde von den Filmen der 80er Jahre stark beeinflusst, die als „best worst movies“ bekannt wurden, so wie Troll 2, Plan 9 aus dem Weltall und Die Besucher.
Das Drehbuch wurde von Alexander König und Eric Hordes geschrieben. Es greift die Keller-Sage auf und verfremdet die historischen Aufzeichnungen für eine Geschichte in der Gegenwart. In der gespielten Jetzt-Zeit befindet man sich in den 1980er Jahren. Die Originalvorlage um die Sagengestalt Burkart Keller liefert ein aufs späte Mittelalter zurückgehendes Motiv, das in Baden-Baden auf Fresken in der Trinkhalle, an Wegekreuzen unweit der Battertfelsen und in archivierten Quellen verewigt ist.
Nach erfolgreichem Crowdfunding konnte die Produktion unter anderem George Hardy gewinnen, der schon in Troll 2 mitgewirkt hatte. Der tschechische Schauspieler Jiří Lábus schlüpfte erstmals nach 22 Jahren wieder in das Kostüm seiner Figur Rumburak aus der Serie Die Märchenbraut.
Musikproduzent Jack White komponierte den Titelsong Fire, den der Sänger Julian David, der ebenfalls im Film mitspielt, singt. Helmut Krauss konnte die Veröffentlichung des Filmes nicht mehr miterleben – er verstarb am 26. August 2019.
Nach Abschluss der Dreharbeiten 2015, aber noch vor Ende der Postproduktion musste Hordes' Unternehmen Merkurfilm 2018 Insolvenz anmelden und Eva Habermann erwarb mit ihrer Gesellschaft Fantomfilm alle Rechte am Film aus der Konkursmasse. Vor Veröffentlichung des Films 2019 lieferten sich Hordes und Habermann eine mediale Schlammschlacht und zeitweise waren unterschiedliche Schnittfassungen im Umlauf.

## Synchronisation
Bedingt durch die unterschiedlichen Sprachen während der Produktion musste der Film nachsynchronisiert werden. Es entstanden zwei Synchronfassungen, jeweils eine in deutscher und eine in englischer Sprache.
Außerdem entschied sich die Produktion für eine deutsche „Schnoddersynchro“-Fassung. Dieser Stil wurde besonders in den 60er und 70er Jahren von Rainer Brandt etabliert, um TV Shows, Filme und große Produktionen, wie u. a. die von mit Bud Spencer und Terence Hill, interessanter für das deutsche Publikum zu gestalten.
Sowohl für die deutsche als auch für die englische Schnoddersynchronisation konnte Trolls World bekannte Stimmen für sich gewinnen, u. a. Tommi Piper (Sprecher von Alf) und Santiago Ziesmer (Sprecher von Spongebob).